# Herbert Putnam
Pour les articles homonymes, voir Putnam.
Herbert Putnam (né le 20 septembre 1861 et décédé le 14 août 1955) a été bibliothécaire de la Bibliothèque du Congrès des États-Unis de 1899 à 1939.

## Biographie
Il est né à New York, où son père George Palmer Putnam était un célèbre éditeur.
Il est diplômé de l'université Harvard en 1883 et a étudié le droit à l'université Columbia, ce qui lui a permis de pratiquer à partir de 1886.
De 1884 à 1887 il est bibliothécaire au Minneapolis Athenæum, puis de 1887 à 1891 à la Minneapolis Public Library. Il pratique le droit à Boston de 1892 à 1895 et redevient bibliothécaire de 1895 à 1899 à la Boston Public Library où il contribue à enrichir la collection de photographies.
Il quitte la Boston Public Library en 1899 à la suite de sa nomination comme bibliothécaire en chef de la Bibliothèque du Congrès par le président des États-Unis William McKinley. C'est le premier à ce poste dans l'histoire de cette institution qui a une expérience de bibliothécaire. Il quitte ses fonctions en 1939 pour être remplacé par le poète Archibald MacLeish.
Durant son administration, il met en place la classification de la Bibliothèque du Congrès qui est encore en usage aujourd'hui. Il organise également un système de prêt entre bibliothèques et accroît le rôle de la Bibliothèque du Congrès et ses relations avec les autres bibliothèque.
Il décède à Woods Hole dans le Massachusetts à l'âge de 93 ans.
Sa fille, Brenda Putnam (1890-1975) était sculptrice.

## Distinctions
- Chevalier de l'ordre royal de l'Étoile polaire.

## Titres
Il est élu deux fois comme président de l'American Library Association en 1898 et en 1904.
En 1902 il devient un des responsables de l'université Harvard et est élu en 1925 à l'Académie américaine des arts et des sciences.
On lui a décerné plusieurs diplômes honorifique, notamment au Bowdoin College, au Williams College, à l'université Yale, au Brown College.